# Melcior de Palau i Català
Melcior de Palau i Català (Mataró, 15 d'octubre 1842 - Madrid, 2 de març 1910) fou un enginyer, escriptor i crític literari mataroní. Fill de Melcior de Palau i Bonet i Francesca Català i Serra, estudià Enginyeria de Camins, Canals i Ports (1867), i Dret (1874).
El 1877, va col·laborar amb el metge Ramon Coll i Pujol, per a fer estudis de sanejament al delta del Llobregat. Des de 1878 fou enginyer en cap de la Diputació de Barcelona, on destacà com a responsable de la planificació i implementació de la xarxa provincial i elaborà el Pla de carreteres provincials de Barcelona de 1879. Va cessar d'aquest càrrec el juliol de 1886 per desavinences i pressions polítiques rebudes en l'execució de les carreteres del seu pla.
Després realitzà un estudi per a l'obertura de túnels pel pas del ferrocarril a través dels Pirineus. A Madrid fou catedràtic de Geologia i Paleontologia de l'Escola Especial d'Enginyers de Camins. Fou Acadèmic de la Reial Acadèmia de Belles Arts de San Fernando i de la Reial Acadèmia Espanyola el 1908. També fou president de la Societat d'Escriptors i Artistes Espanyols.
La seva activitat literària s'expressà en diversos camps: traduccions, crítica literària i poesia de tipus popular, que alternà amb escrits poètics de caràcter científic. Ramon Casas li va dedicar un retrat, avui conservat al MNAC.
Fou un nexe entre els ambients literaris castellans i catalans, com un singular traductor i com una persona influent i respectada.
El fons documental de Melcior de Palau es conserva entre els fons personals de l'Arxiu Comarcal del Maresme. Aquest fons conserva bona part de la documentació personal i professional de Palau entre els quals destaquen nombroses obres seves publicades, retalls de premsa que contenen poemes i obres menors publicats a revistes i diaris del seu temps així com alguns dels seus treballs d'enginyeria, la seva correspondència personal i moltes notes personals.
Entre les seves obres destaquen:
- Carreteras-Tranvías (Madrid, 1874)
- Horas de amor (Barcelona, 1877)
- Poesias y cantares (Madrid, 1878)
- Traducció al castellà de L'Atlàntida de Mossen Cinto Verdaguer (Barcelona, 1878)
- Pla de carreteres provincials de Barcelona de 1879
- Llei de'Aigües del 13 de juny de 1879
- Verdades poéticas (Barcelona, 1879)
- Geologia aplicada (Madrid 1880)
- Cantares populares y literarios (Madrid, 1889)
- Nuevos cantares (Madrid, 1890)
- Poesies de D. Melcior de Palau (Barcelona, 1896)
- Acontecimientos literarios, impresiones y notas bibliográficas (Madrid, 1896)
- Versos para escuelas (Barcelona i Madrid, 1904)
- Poesies Catalanes (Barcelona, 1914 i 1917)
- Traducció al castellà de Batalla de reines de Frederic Soler
- Traducció de Pablo y Virginia, de Bernardino de Saint Pierre